# Ольшанка (гміна Рутка-Тартак)
Ольшанка (пол. Olszanka) — село в Польщі, у гміні Рутка-Тартак Сувальського повіту Підляського воєводства.
Населення — 124 особи (2011).
У 1975-1998 роках село належало до Сувальського воєводства.

## Демографія
Демографічна структура станом на 31 березня 2011 року:
|          | Загалом | Допрацездатний вік | Працездатний вік | Постпрацездатний вік |
| -------- | ------- | ------------------ | ---------------- | -------------------- |
| Чоловіки | 65      | 17                 | 42               | 6                    |
| Жінки    | 59      | 17                 | 29               | 13                   |
| Разом    | 124     | 34                 | 71               | 19                   |